# Важеозерский монастырь
Важеозе́рский Спасо-Преображенский монастырь — мужской монастырь Русской православной церкви, расположенный в селе Интерпосёлок Олонецкого района Республики Карелия, на озере Важа.

## История
Важеозерский монастырь (Задне-Никифоровская, Спасская Важеозерская Геннадиево-Никифоровская пустынь) основан около 1500—1520 гг. преподобным Геннадием и продолжен преподобным Никифором, учениками святого Александра Свирского. Изначально был мужским.
Первым храмом монастыря была деревянная церковь в честь Преображения Господня. В XVII веке монастырь серьёзно пострадал от литовско-польских захватчиков. В июле 1723 году обитель была приписана к Сяндемской пустыни, а в конце XVIII в. упразднена с сохранением штата священнослужителей церковного прихода.
В 1800 году Важеозерская пустынь восстановлена в качестве приписной к Александро-Свирскому монастырю.
В 1830 году по благословению Санкт-Петербургского митрополита Серафима монастырь возглавил монах Коневецкого монастыря Исайя (в миру Иоанн Софронов, 1780—1852). Ему удалось наладить хозяйственную жизнь монастыря. В 1846 году пустынь стала самостоятельной. В 1849 году отец Исайя принял схиму с именем Игнатий. Погребён под алтарём храма Всех Святых, почитается как подвижник благочестия.
В 1918 году пустынь закрыта, а имущество передано местному совхозу.
В 1991 году монастырь был возрождён как женский. Были восстановлены Преображенский храм, колокольня, каменный зимний храм Всех Святых и надвратная церковь преподобного Иоанна Рыльского.
В ноябре 2000 года монастырь преобразован в мужской.
28 июля 2000 года в монастырь из Санкт-Петербурга были перенесены мощи блаженного инока Владимира (в миру Владимир Алексеев, 1862—1927), чудотворца, постриженника Важеозерской пустыни. 30 ноября епископ Выборгский Назарий передал благочинному Важеозерского Спасо-Преображенского монастыря иеромонаху Иоанну мощевик с частицами мощей святого благоверного князя Александра Невского.
К юбилею монастыря в 2020 году планируется восстановление исторического корпуса братии монастыря.

## Храмы и часовни монастыря

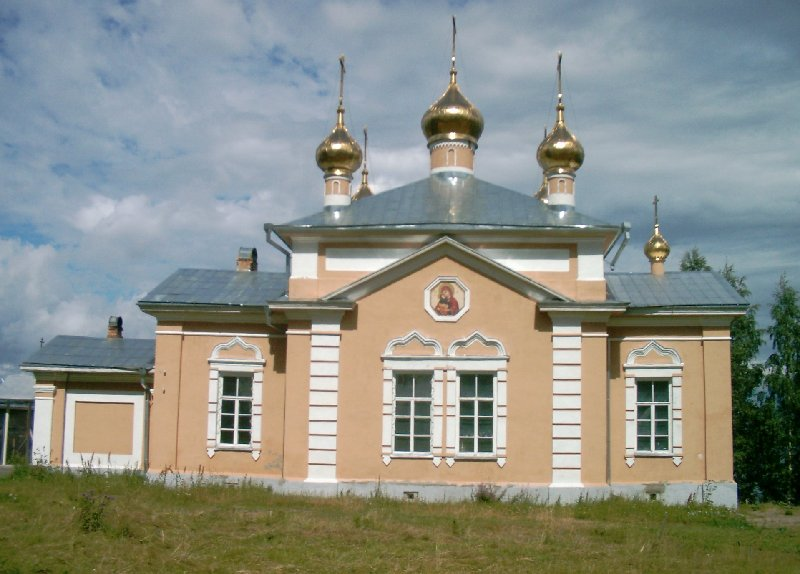
Церковь Всех Святых Важеозерского Спасо-Преображенского мужского монастыря

- Храм в честь Преображения Господня. Храм построен и освящён в 1596 году. После пожара 1885 года на верхней площадке церкви был устроен пятиглавый деревянный храм на каменном фундаменте, освящённый в 1892 году святым Иоанном Кронштадтским. Храм построен в русском стиле, с резными карнизами и наличниками по углам и окрашен в белый, синий и жёлтый цвета. Имеет три входа — крыльца с резными перилами и колоннами с полукруглой крышей. Восстановлен в 1990-е гг.
- Храм во имя святых преподобных отцов Никифора и Геннадия Важеозерских чудотворцев. Построен в 1858 году[6], в храме под спудом находились мощи Никифора и Геннадия Важеозерских. Каменный храм во имя Всех Святых восстановлен в 1990-х гг.
- Часовня во имя Новомучеников и Исповедников Российских. Построена в конце 1990-х гг.
- Часовня Геннадия и Никифора Важеозерских. Построена в 2007—2008 гг.
- Часовня во имя святого преподобного Сергия Радонежского. Построена в конце 1990-х гг.
- Часовня Иоанна Предтечи с купальней. Построена в 2002 году.
- Часовня во имя святого великомученика Никиты. Построена в 1990—2000-х гг.
- Храм во имя Благовещения Пресвятой Богородицы.
- Надвратная церковь во имя преподобного Иоанна Рыльского. Построена в 1896 году. Восстановлена в 1990-х гг.
- Кроме храмов на собственной территории, у монастыря была часовня на 47 версте тракте Петрозаводск — Петербург.

## Подворье монастыря в Санкт-Петербурге

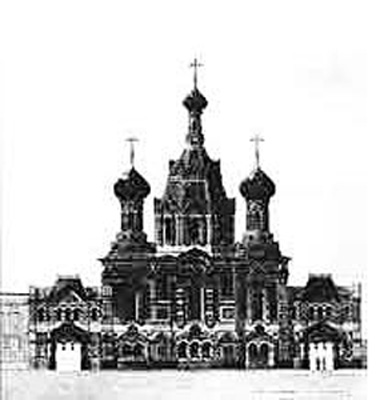
Подворье Важеозерского монастыря Петрозаводской епархии в Санкт-Петербурге. Церковь Успения Пресвятой Богородицы

Подворье в Санкт-Петербурге открыто в 1895 г., в это же время была на его территории была возведена деревянная церковь во имя Успения Пресвятой Богородицы.
19 мая 1897 г. на подворье был заложен каменный храм во имя Успения Пресвятой Богородицы и Святого Пророка Осии в память спасения Императора Александра III с семьей при крушении поезда близ станции Борки в 1888 г.
В 1899—1903 годах инженером Н. Н. Никоновым была построена большая двухэтажная каменная церковь. Храм имел приделы во имя Евангелиста Иоанна Богослова и Преподобного Иоанна Рыльского, во имя Успения Божией Матери, во имя Святой Марии Магдалины, Веры, Надежды, Любови и матери их Софии, во имя Святого Серафима Саровского и Великомученицы Екатерины. Под правым приделом нижней церкви был похоронен основатель подворья иеромонах Геннадий (Борисов; † 14.12.1898)
Летом 1929 года храм закрыт, в здании поместились цех завода электробытовых приборов, а затем военкомат, в настоящее время суд Невского района, для которого построили новое здание в апреле 2014 года.
С 28 августа 2014 года в праздник Успения Пресвятой Богородицы, в нижнем храме Подворья, храме прор. Осии, возобновлены службы. Решается вопрос о передаче монастырю зданий исторического подворья на улице Крупской.

## Настоятели монастыря
- Никифор, игумен (1520—1557)
- Дорофей, игумен (1588—1612) (убит литовцами)
- Антоний, игумен (1640)
- Тарасий, игумен (по 1764)
- Исайя (1830)
- Митрофан, строитель, иеромонах (1846—1853)
- Даниил (1853—1870) — во время его командирования в Палеостров в 1853—1856 годах управляющим обителью был иеромонах Феофан[10].
- Сильвестр (1871—1877), игумен с 1875 года.
- Азарий (с 1877)
- Геннадий (Борисов) (1885)
- Вениамин (1886)
- Вениамин, иеромонах (1880 — начало 1890-х годов)
- Филарет, иеромонах (1894)[11].
- Иона (1898)[12]
- Иоанн, иеромонах (1890-е годы)
- Митрофан (Воезерский), игумен (1899—1901)[13].
- Георгий (1902—1910)
- Василий, игумен, иеромонах (1911—1912)
- Владимир, игумен, с 1915 — архимандрит (1912—1917)
- Паисий, игумен (1917— ?)
- Серафима (1992—1995)
- Мария (1997—2000)
- Паисий (Ковалев) (2000—2003)
- Иларион архимандрит (Кильганов) (2003—2021)
- Киприан (Грищенко), игумен (с июля 2022)